# 张小生包子

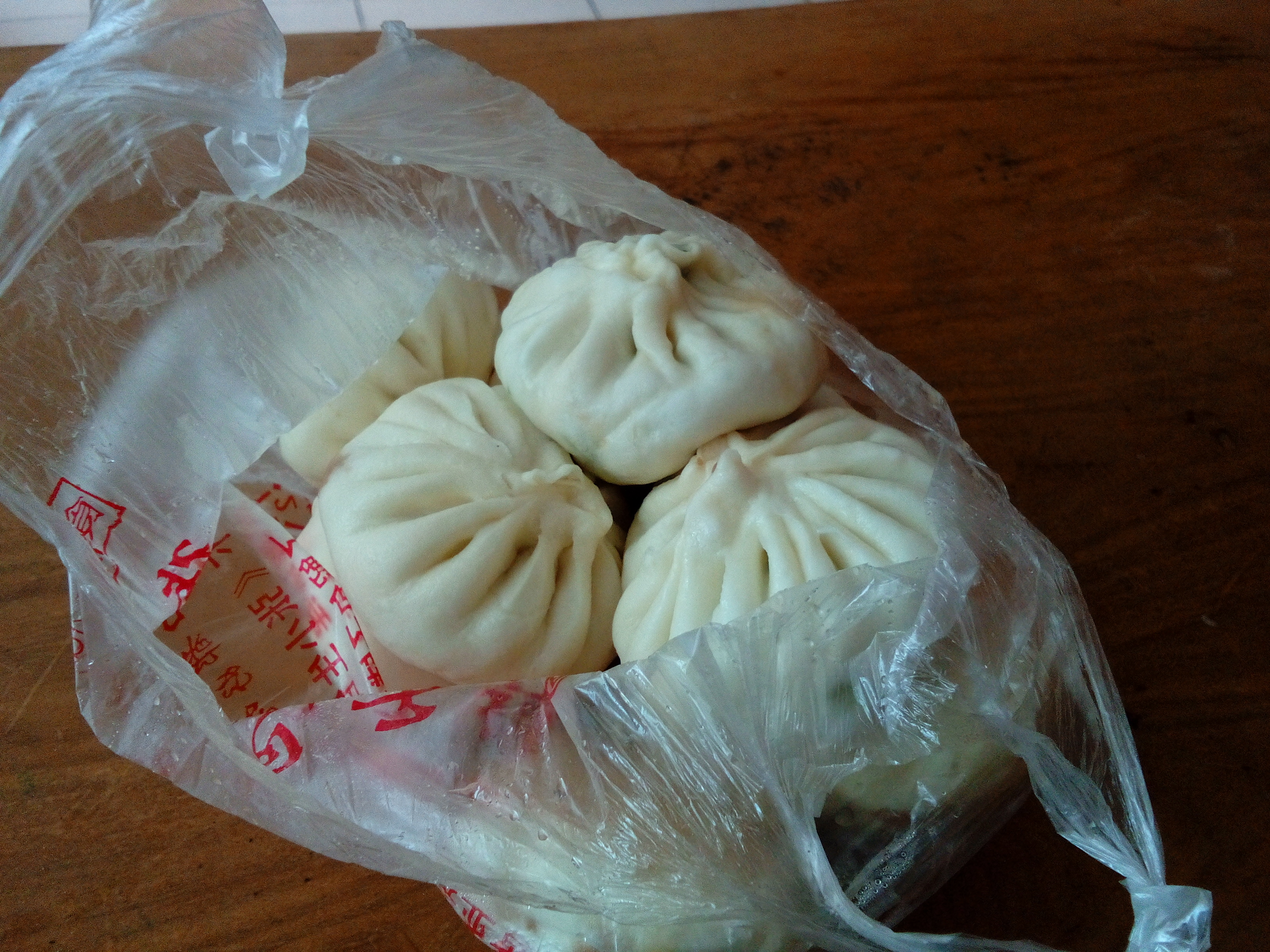
张小生包子

张小生包子又称张小生包子铺是河北邯郸的面食小吃，由中国地质大学毕业生张亚普创立。张小生包子与津津乐菊花包、鸿来顺津味包、老幼乐包子、一禾水饺同为邯郸地区较为出名的包子类面食小吃。

## 创立背景
创始人张亚普创建张小生包子是想「凭良心用好料」打造邯郸本土包子品牌。2014年5月15日，张亚普在邯郸市万达商场附近租了一间临街门简易店取名「张小生包子铺」，并蒸出了第一锅包子。
张小生包子铺包括其创始人张亚普在内共有4名员工，另外其他两人也是大学生。张亚普认为首先要全心把自己想做的事做好，然后通过不断发展，逐步实现专业化、连锁式经营，让“张小生包子”成为地道的邯郸名吃，张小生包子用料放心，味道可口，比其它的包子鲜美，外皮松软却不失嚼劲儿燕赵都市报。

## 分店遍布全国
到2016年包子铺的连锁加盟店遍布全国18个省市，共有150多家，年销售额近3000万元。

## 回馈社会
张小生小包子铺积极组织公益活动，每年都会举办公益活动，帮助失学儿童、激励青年创业、多次慰问残疾人、环卫工和福利院等弱势群体，并且开展义卖，将筹得的款项用于募捐。